# Stazione di Monaco di Baviera-Pasing
La stazione di Monaco di Baviera-Pasing (in tedesco München-Pasing) è un'importante stazione ferroviaria della città tedesca di Monaco di Baviera inaugurata nel 1840. Si trova nella zona ovest della città, ed è servita anche dal treno suburbano cittadino, la S-Bahn di Monaco di Baviera. Giornalmente, circa 85.000 persone salgono o scendono dal treno in questa stazione.